# فرد استون
فرد استون (انگلیسی: Fred Stone؛ ۱۹ اوت ۱۸۷۳ – ۶ مارس ۱۹۵۹) یک هنرپیشه اهل ایالات متحده آمریکا بود. 